# Görgénynádas
Görgénynádas (románul: Nadășa) falu Romániában, Maros megyében. Közigazgatásilag Alsóbölkény községhez tartozik.

## Fekvése
Szászrégentől 12 km-re délkeletre fekszik, 400 m-es tengerszint feletti magasságban, áthalad rajta a DJ153-as megyei út.

## Története
Görgénynádas nevét 1453-ban említette először oklevél Nádasd néven mint a Görgényi vár birtokát.
Későbbi névváltozatai: 1733-ban Nádas, 1760-ban Oláhnádos.
A trianoni békeszerződés előtt Maros-Torda vármegye Régeni alsó járásához tartozott.
1910-ben 481 lakosából 13 magyar, 467 román volt. Ebből 119 görögkatolikus, 349 görögkeleti ortodox, 7 izraelita volt.

## Nevezetességek
- Görögkeleti ortodox fatemploma 1712-ben épült.